# Commonwealth Games 2006/Squash
Bei den Commonwealth Games 2006 in der australischen Metropole Melbourne fanden im Squash fünf Wettbewerbe statt.
Austragungsort war das Melbourne Sports and Aquatic Centre.

## Herreneinzel
| Platz | Land       | Sportler     |
| ----- | ---------- | ------------ |
| 1     | England    | Peter Nicol  |
| 2     | Australien | David Palmer |
| 3     | England    | Lee Beachill |

Finale:
20. März 2006, 20:55 Uhr

## Dameneinzel
| Platz | Land       | Sportlerin      |
| ----- | ---------- | --------------- |
| 1     | Australien | Natalie Grinham |
| 2     | Australien | Rachael Grinham |
| 3     | Neuseeland | Shelley Kitchen |

Finale:
20. März 2006, 19:00 Uhr

## Herrendoppel
| Platz | Land       | Sportler                         |
| ----- | ---------- | -------------------------------- |
| 1     | England    | Peter Nicol Lee Beachill         |
| 2     | Australien | Stewart Boswell Anthony Ricketts |
| 3     | Australien | Dan Jenson David Palmer          |

Finale:
26. März 2006, 13:40 Uhr

## Damendoppel
| Platz | Land       | Sportlerinnen                   |
| ----- | ---------- | ------------------------------- |
| 1     | Australien | Natalie Grinham Rachael Grinham |
| 2     | Neuseeland | Shelley Kitchen Tamsyn Leevey   |
| 3     | England    | Tania Bailey Vicky Botwright    |

Finale:
26. März 2006, 11:50 Uhr

## Mixed
| Platz | Land       | Sportler                        |
| ----- | ---------- | ------------------------------- |
| 1     | Australien | Natalie Grinham Joseph Kneipp   |
| 2     | England    | Vicky Botwright James Willstrop |
| 3     | Australien | Rachael Grinham David Palmer    |

Finale:
26. März 2006, 10:00 Uhr

## Medaillenspiegel
| Platz | Land       | Gold | Silber | Bronze | Gesamt |
| ----- | ---------- | ---- | ------ | ------ | ------ |
| 1     | Australien | 3    | 3      | 2      | 8      |
| 2     | England    | 2    | 1      | 2      | 5      |
| 3     | Neuseeland | –    | 1      | 1      | 2      |